# Perzen (Aischylos)
Perzen (Oudgrieks: Πέρσαι / Persai, Latijn: Persae) is een Attische tragedie van de Griekse toneeldichter Aischylos uit 472 v.Chr. Het is het oudste toneelstuk waarvan de tekst is overgeleverd. Het behandelt vanuit Perzisch gezichtspunt de Slag bij Salamis, waaraan Aischylos in 480 v.Chr. zelf had deelgenomen. Zoals in de meeste van zijn tragedies speelt ook in Perzen het koor een voorname rol: de breed uitgewerkte zangen, vol epische en geografische uitweidingen, nemen bijna de helft van het totaal aantal verzen in beslag. 
Het treurspel is opgebouwd uit een parodos, twee epeisodia, twee stasima en een exodos. 

## Samenvatting
Het stuk gaat over de Perzische nederlaag bij Salamis. Het begint in het gouden paleis van koningin-moeder Atossa en haar overleden echtgenoot Darius I. Het koor vertelt over de enorme grootte van het onaantastbare Perzische leger waarmee de nieuwe koning Xerxes aan de invasie van Griekenland is begonnen. Atossa krijgt een nare droom waarin haar zoon Xerxes een groot onheil overkomt. Maar dan komt de bode om te melden dat het hele Perzische leger is weggevaagd. Hij vertelt ook hoe het leger ten onder ging in de baai van Salamis. Alle legerleiders zijn gedood, behalve Xerxes, die bleek te zijn gevlucht. Ten einde raad roept het koor de schim van koning Darius uit de onderwereld op. Atossa vertelt hem hoe Xerxes zijn leger liet vernietigen: de schim van de koning verklaart dan dat de hybris van zijn zoon de wrevel van de goden heeft opgewekt. Daarna verdwijnt de schim. Ten slotte komt Xerxes als een geslagen hond weer thuis en moet hij uitleg geven aan het koor. Het stuk eindigt met een lange klaagzang.

## Opvoeringen
De eerste opvoering was in 472 v.Chr. op het Dionysiafestival te Athene. Het stuk won er de eerste prijs. Het was onderdeel van een tetralogie die voor het overige verloren is, met de tragedies Phineus en Glaukos Potnieus en het saterspel Prometheus Pyrkaios. Kort nadien produceerde Aischylos het stuk in Sicilië, waarschijnlijk in het theater van Syracuse.

## Nederlandse vertalingen
- 1816 – De Perzen – Isaäc da Costa
- 1893 – De Perzen – L.A.J. Burgersdijk
- 1928 – Perzen – P.C. Boutens
- 1961 – Perzen – J.C.B. Eykman
- 1963 – De Perzen – Evert Straat
- 1975 – De Perzen – Emiel De Waele
- 1994 – De Perzen – Herman Altena
- 2024 – Perzen – Patrick Lateur